# کالویانتسی
کالویانتسی (به بلغاری: Kaloyantsi) یک منطقهٔ مسکونی در بلغارستان است که در شهرستان کاردژالی واقع شده‌است.